# L'uomo del colpo perfetto
L'uomo del colpo perfetto è un film del 1967 diretto da Aldo Florio.

## Trama
Un grosso quantitativo di diamanti viene rubato durante il trasporto dal Libano ad Amsterdam. L'agente Steve Norton, incaricato dall'assicurazione deve recuperare i diamanti e scoprire la banda che ha effettuato il colpo.

## Conosciuto anche come
- Diamanti che scottano